# Sacharewo
Sacharewo – osada w Polsce położona w województwie podlaskim, w powiecie hajnowskim, w gminie Hajnówka. 
W latach 1975–1998 miejscowość administracyjnie należała do województwa białostockiego.

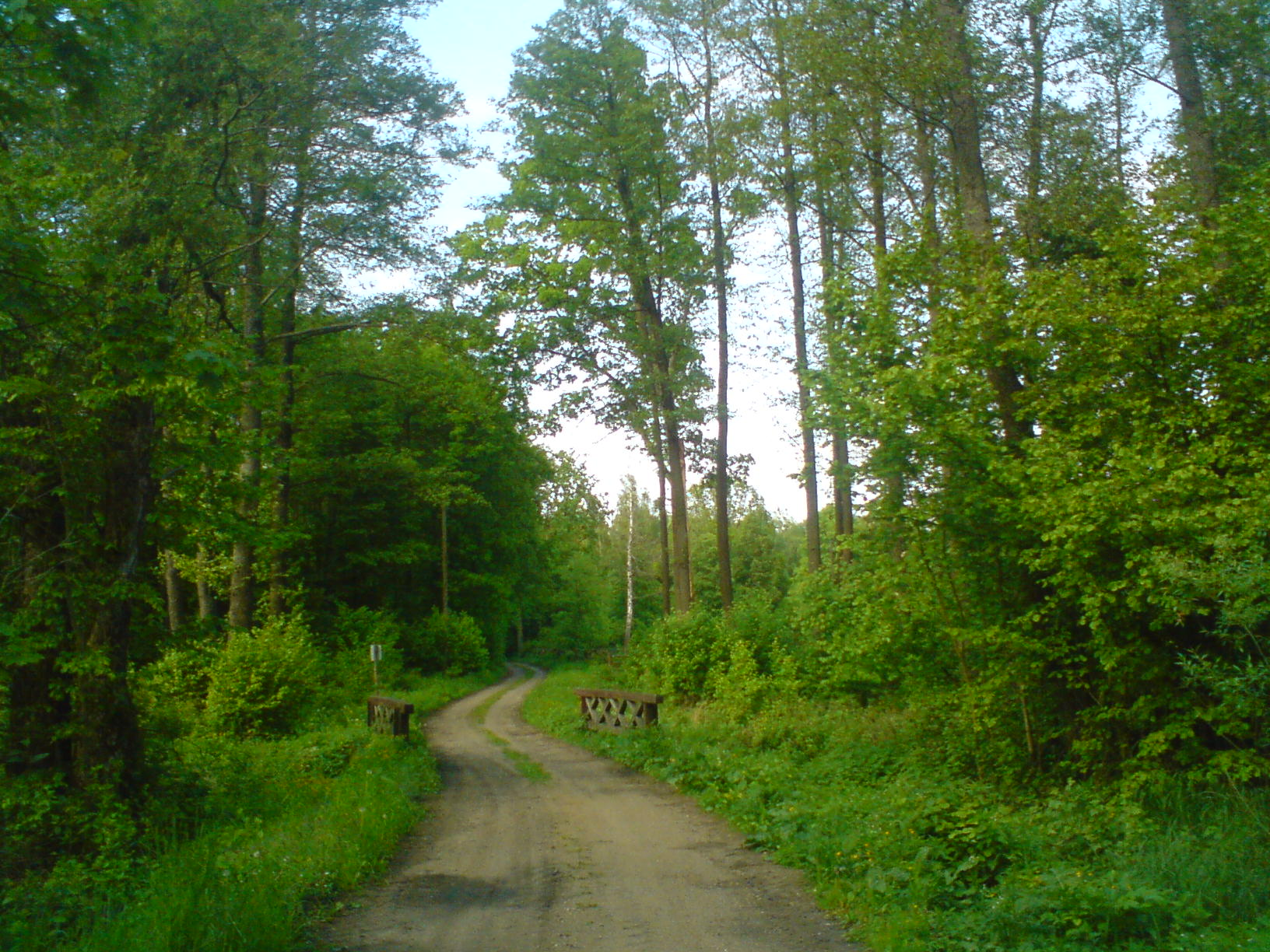
Las w okolicach Sacharewa

Według stanu z 31 grudnia 2012 mieszkało tu 17 stałych mieszkańców.
Wierni kościoła rzymskokatolickiego należą do parafii Świętych Cyryla i Metodego w Hajnówce.